# HIPPI
HIPPI (высокопроизводительный параллельный интерфейс, англ. High Performance Parallel Interface) — компьютерная шина для подключения высокоскоростных устройств хранения к суперкомпьютерам, в сети точка-точка. Он был популярен в конце 1980-х и с середины по конец 1990-х годов, но с тех пор был заменен более быстрыми интерфейсами, такими как SCSI или Fibre Channel.
Первый стандарт HIPPI отличался 50-жильной витой парой, обеспечивал скорость 800 Мбит/с (100 МБ/с) с максимальной дальностью до 25 метров, но вскоре был модернизирован до 1600 Мбит/с (200 МБ/с) режима работы на Serial HIPPI волоконно-оптического кабеля с максимальным дальностью 10 километров.
В 1999 был разработан HIPPI-6400, который позже был переименован в GSN (Gigabyte System Network), но не получил распространения из-за конкурирующих форматов. GSN имел полнодуплексную пропускную способность в 6400 МБит/с или 800 МБ/с в каждом направлении. GSN был разработан Лос-Аламосской национальной лабораторией, и использовал параллельный интерфейс для более высоких скоростей. Медный GSN был ограничен 50 метрами, а волоконно-оптический — 1 км.
Для понимания, почему HIPPI более не используется, рассмотрим Ultra3 SCSI, обеспечивающий скорость 320 МБ/с, и доступный едва ли ни в каждом компьютерном магазине. Тем временем, Fibre Channel предложил простое соединение HIPPI и SCSI (могли быть запущены оба протокола) и скорость до 400 МБ/с на волоконно-оптическом кабеле и 100 МБ/с на медной витой паре.
HIPPI был первым «около-гигабитным» (0,8 Гбит/с) (стандарт ANSI) стандартом для сети передачи данных. Он был специально разработан для суперкомпьютеров и никогда не предназначался для массового рынка, как например Ethernet. Многие функции разработаны для HIPPI интегрируются в такие технологии, как технология InfiniBand. Примечательность HIPPI заключалась в том, что он вышел, когда сети Ethernet с каналом передачи данных в 10 Мбит/с и SONET в OC-3 (155 Мбит/с) считались передовыми технологиями.